# Robert Griffiths (Politiker)

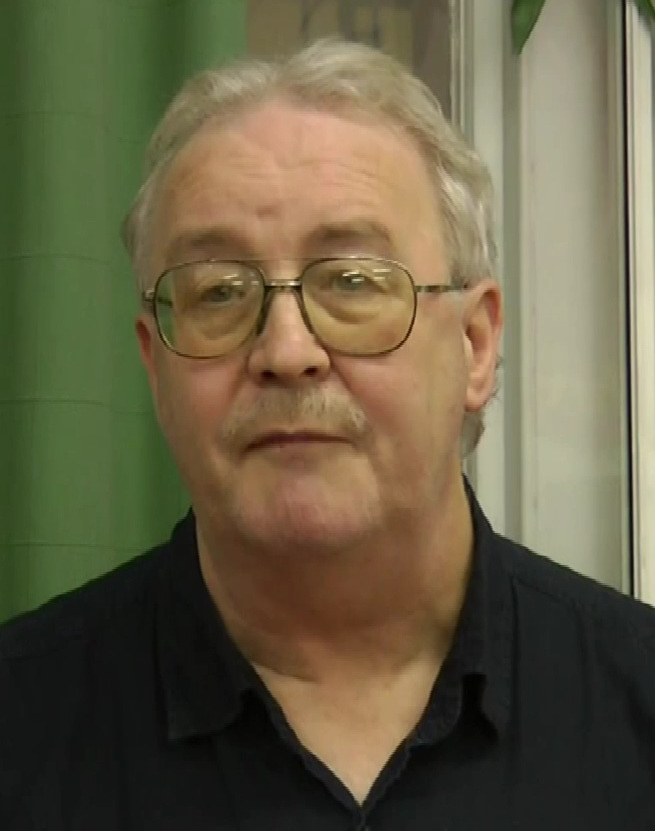
Robert Griffiths (2011)

Robert Griffiths (* 1952) ist der Generalsekretär der Communist Party of Britain (CPB). Er wurde vom CPB-Exekutivkomitee im Januar 1998, als Nachfolger von Mike Hicks (Mitbegründer der CPB), gewählt. Er trat zu mehreren Unterhauswahlen als Kandidat an, zuletzt bei der Unterhauswahl 2015 im Wahlkreis Merthyr Tydfil & Rhymney. Er erreichte dabei 186 Stimmen (0,6 Prozent der Stimmen).